# Tidens engelska klassiker
Tidens engelska klassiker var en bokserie (Libris 792668) utgiven av Tidens förlag
| Nr | Författare          | Titel                                                        | Originaltitel                                                          | Översättare         | Utgivningsår |
| -- | ------------------- | ------------------------------------------------------------ | ---------------------------------------------------------------------- | ------------------- | ------------ |
| 1  | William Shakespeare | Hamlet                                                       | Hamlet, prince of Denmark                                              | Karl August Hagberg | 1954         |
| 2  | Jane Austen         | Övertalning                                                  | Persuasion                                                             | Jane Lundblad       | 1954         |
| 3  | Lytton Strachey     | Miniatyrporträtt                                             | Portraits in miniature                                                 | Kjell Ekström       | 1954         |
| 4  | James Joyce         | Dublinbor                                                    | Dubliners                                                              | Thomas Warburton    | 1956         |
| 5  | W.M. Thackeray      | Historien om Samuel Titmarsh och den stora Hoggartydiamanten | The history of Samuel Titmarsh and The Great Hoggarty Diamond          | Beppe Wolgers       | 1956         |
| 6  | E.M. Forster        | Där änglar vägra gå                                          | Where angels fear to tread                                             | Karin Alin          | 1956         |
| 7  | George Eliot        | När slöjan lyftes                                            | The lifted veil                                                        | Jane Lundblad       | 1956         |
| 8  | Virginia Woolf      | Ett eget rum och andra essäer                                | A room of one's own; How should one read a book?; On not knowing Greek | Jane Lundblad       | 1958         |
| 9  | Joseph Addison      | Sir Roger de Coverley                                        |                                                                        | Nils Holmberg       | 1959         |
| 10 | Elizabeth Gaskell   | Kusin Phillis                                                | Cousin Phillis                                                         | Karin Alin          | 1960         |
| 11 | H.G. Wells          | Mr Pollys historia                                           | The history of Mr. Polly                                               | Thomas Warburton    | 1960         |
| 12 | John Fletcher       | Så tuktas en hustyrann eller Äkta mannen och hans överman    | The woman's prize or The tamer tamed                                   | Viveka Heyman       | 1961         |
| 13 | Ford Maddox Ford    | Sorgligast av historier                                      | The saddest story                                                      | Ann-Marie Vinde     | 1962         |
| 14 | Frank O'Connor      | Mitt oidipuskomplex och andra berättelser                    | My Odipus complex                                                      | Brita Edfelt        | 1965         |
| 15 | Aldous Huxley       | Och sen levde de lyckliga                                    | Happily ever after; Farcial history of Richard Greenow                 | Jane Lundblad       | 1966         |